# يوكو ساساموتو
يوكو ساساموتو (باليابانية: 笹本 優子) مواليد 30 يناير 1973، هي مؤدية أصوات يابانية.

## أعمال

### أنمي
- همتارو
- البدلة المتنقلة جاندام سيد ديستني
- البؤساء
- جنية الثلج الصغيرة سكر
- نادي مضيفي ثانوية أوران

### ألعاب
- يونايتد باي فايت

## وصلات خارجية
- يوكو ساساموتو على موقع IMDb (الإنجليزية)
- يوكو ساساموتو على موقع ميوزك برينز (الإنجليزية)
- يوكو ساساموتو على موقع قاعدة بيانات الفيلم (الإنجليزية)
- يوكو ساساموتو على موقع ANN person (الإنجليزية)